# Équitation aux Jeux olympiques d'été de 1988
Navigation
Los Angeles 1984 Barcelone 1992
Les épreuves d'équitation aux Jeux olympiques d'été de 1988 à Séoul étaient le saut d'obstacles, le dressage et le concours complet, disputées à titre individuel et par équipe. Les cavaliers d'Allemagne de l'Ouest remportent quatre des six titres mis en jeu.

## Organisation
Les installations équestres, situées dans le parc équestre de Séoul à Kwachon, ont commencé à prendre forme dès 1983 et ont été achevées en avril 1988. Le parc offrait des écuries pour 970 chevaux et un parking pour 3 500 voitures. C'était un investissement énorme pour un pays pratiquement dépourvu de tradition équestre. Un recensement effectué quelques années auparavant avait montré que la Corée, un pays de 41 millions d’habitants, n’avait que 1 058 chevaux, dont 500 étaient des poneys de course.
Tous les chevaux voyageant en Corée devaient passer 21 jours en quarantaine avant leur départ. La plupart des chevaux européens ont emprunté deux vols, le 4 et le 10 septembre, au départ de Francfort via Moscou et à destination de Séoul. À leur arrivée, les chevaux sont restés en quarantaine pendant 36 heures au parc équestre.

## Participation
32 pays prirent part aux compétitions équestres : Australie, Autriche, Belgique, Bermudes, Brésil, Canada, Colombie, Danemark, Égypte, Finlande, France, République fédérale d’Allemagne (RFA), Grande-Bretagne, Irlande, Italie, Japon, Corée, Liechtenstein, Mexique, Pays-Bas, Nouvelle-Zélande, Norvège, Pologne, Portugal, Porto Rico, Espagne, Suède, Suisse, États-Unis, URSS, Venezuela, Îles Vierges. 179 couples participèrent aux épreuves, 74 en saut d'obstacles ; 53 en dressage ; 50 en concours complet.

## Saut d'obstacles
Comme à Moscou, l'épreuve individuelle de saut d'obstacles devait se dérouler dans le stade olympique qui avait une capacité de 75 000 places assises. Toutefois, contrairement aux Jeux précédents, lors desquels la compétition finale de saut d'obstacles avait lieu dans le cadre de la cérémonie de clôture avec un seul billet pour les deux événements, à Séoul, ils furent séparés. La compétition de saut d'obstacles a ainsi débuté à 8h devant environ 200 spectateurs et s'est terminée à 13h30, cinq heures et demie avant la cérémonie de clôture. Environ 10 000 spectateurs assistèrent au barrage .
L'allemand Olaf Petersen conçut le parcours. Grâce à l'aide financière généreuse du SLOOC, il réalisa de magnifiques obstacles faisant tous référence à l'histoire et aux traditions de la Corée.
La compétition par équipe eut lieu au parc équestre de Kwachon. Le parcours mesurait 770 m. Les verticaux atteignaient 1,60 m, le plus gros des oxers mesurait 2,00 m de large et la rivière 4,60 m. 
Ludger Beerbaum fut le premier Allemand à se présenter dans la compétition par équipe. À cause de la boiterie de son cheval Landlord, il montait  le deuxième cheval de Dirk Hafemeister, The Freak, l'ancienne monture de Hugo Simon. Son parcours sans faute avec un quart de point pour temps dépassé mit l'Allemagne sur la voie de l'or. Dans la deuxième manche, le dernier coureur allemand, Franke Sloothaak, qui avait été sans faute dans la première manche, n’eut pas besoin de partir. L'Allemagne gagna avec 17,25 points d'avance sur les États-Unis avec 20,5 et la France avec 27,5.
Pour la première fois, des qualifications ont été organisées pour limiter le nombre de participants pour la finale individuelle. Sur les 74 coureurs ayant pris part à la première qualification, la moitié ont été autorisés à participer au tour A de la finale dans le stade olympique. 21 sont revenus pour le tour B. Seuls trois des quatre coureurs de chaque pays ont été admis en finale. Les champions d'Europe en titre, Pierre Durand et l'hongre noir âgé de 13 ans Jappeloup, ont ajouté la médaille d'or olympique à leur palmarès.

## Dressage
En dressage, pour la première fois dans l'histoire, toutes les médailles individuelles ont été attribuées à des femmes. 53 couples de 18 nations ont participé à la compétition, 10 pays ont présenté quatre équipes complètes et un pays une équipe de trois cavaliers. C'était la première fois que quatre couples par pays étaient autorisés, même si trois seulement pouvaient se qualifier pour le Grand Prix Spécial. Depuis Los Angeles, quatre ans auparavant, le Grand Prix avait été réduit à 7 minutes, ce qui donnait une importance accrue au piaffer et au passage.
L’élégant Rembrandt, montée par Nicole Uphoff, a remporté la victoire devant  Corlandus et Margit Otto-Crépin, tandis que la troisième place est revenue à Gauguin de Lully et Christine Stückelbergers. La performance du jeune Coréen Jung-Kyun Suh sur l’ancien cheval de Reiner Klimke, Pascal, qui se classa10e, fut une belle surprise.
La compétition fut légèrement perturbée par l'ombre provenant du toit du grand stand. Cela affecta au moins six chevaux. Monica Theodorescu, troisième du Grand Prix, n'a été que sixième dans la spéciale.

## Concours complet
Le champion en titre, Mark Todd, 32 ans, montant Charisma hongre néo-zélandais de 16 ans, fut de nouveau champion olympique, performance qui se produisait pour la deuxième fois seulement en 76 ans d'histoire du concours complet aux Jeux Olympiques. Mark Todd avait pris la tête après le dressage, devant Claus Erhorn, Virgina Leng et Thies Kaspreit.
Wondang où se déroulaient les épreuves d'endurance, à 43 km au nord de Kwachon, était un terrain accidenté et après la première phase, six des obstacles du parcours de cross construit par Hugh Thomas ont dû être abaissés et le premier élément du n ° 27 a été supprimé. Les quatre phases mesuraient un total de 26 761 m. L’Allemagne, dont les quatre concurrents étaient sans faute après le cross-country, était en tête, devant la Nouvelle-Zélande et la Grande-Bretagne.
L'épreuve de saut d'obstacles n'a vu qu'un changement dans les positions pour les médailles. La Nouvelle-Zélande, avec seulement trois coureurs, a perdu l'argent face à la Grande-Bretagne après cinq fautes d'Andrew Bennie sur Grayshott. L'Allemagne a remporté l'or. Il y a eu 10 tours sans faute parmi les 36 partants qui restaient. Todd, Stark et Leng conservèrent leurs scores pour les médailles individuelles.

## Tableau des médailles
| Rang | Nation               | Or | Argent | Bronze | Total |
| ---- | -------------------- | -- | ------ | ------ | ----- |
| 1    | Allemagne de l'Ouest | 4  | 0      | 1      | 5     |
| 2    | France               | 1  | 1      | 1      | 3     |
| 3    | Nouvelle-Zélande     | 1  | 0      | 1      | 2     |
| 4    | Royaume-Uni          | 0  | 2      | 1      | 3     |
| 5    | États-Unis           | 0  | 2      | 0      | 2     |
| 6    | Suisse               | 0  | 1      | 1      | 2     |
| 7    | Canada               | 0  | 0      | 1      | 1     |

## Épreuves
Les résultats sont les suivants :
| Épreuve                     | Or | Argent | Bronze |
| Dressage individuel         | Nicole Uphoff sur Rembrandt | Margit Otto-Crépin sur Corlandus                                                                                                   | Christine Stückelberger sur Gauguin de Lully                                                                                       |
| Dressage par équipe         | Allemagne de l'Ouest Reiner Klimke sur Ahlerich Ann-Kathrin Linsenhoff sur Courage 10 Monica Theodorescu sur Ganimedes Nicole Uphoff sur Rembrandt       | Suisse Otto Hofer sur Andiamo Christine Stückelberger sur Gauguin de Lully Daniel Ramseier sur Random Samuel Schatzmann sur Rochus | Canada Cynthia Neale-Ishoy sur Dynasty Eva Pracht sur Emirage Gina Smith sur Malte Ashley Nicoll sur Reipo                         |
| Concours complet individuel | Mark Todd sur Charisma | Ian Stark sur Sir Wattie | Virginia Leng sur Master Craftsman                                                                                                 |
| Concours complet par équipe | Allemagne de l'Ouest Claus Erhorn sur Justyn Thyme Matthias Andreas Baumann sur Shamrock 11 Thies Kaspareit sur Sherry 42 Ralf Ehrenbrink sur Uncle Todd | Royaume-Uni Mark Phillips sur Cartier Karen Straker sur Get Smart Virginia Leng sur Master Craftsman Ian Stark sur Sir Wattie      | Nouvelle-Zélande Mark Todd sur Charisma Margaret Knighton sur Enterprise Andrew Bennie sur Grayshott Tinks Pottinger sur Volunteer |
| Saut d'obstacles individuel | Pierre Durand sur Jappeloup de Luze | Greg Best sur Gem Twist | Karsten Huck sur Nepomuk 8 |
| Saut d'obstacles par équipe | Allemagne de l'Ouest Ludger Beerbaum sur The Freak Wolfgang Brinkmann sur Pedro Dirk Hafemeister sur Orchidee 76 Franke Sloothaak sur Walzerkonig 19     | États-Unis Greg Best sur Gem Twist Lisa Ann Jacquin sur For the Moment Anne Kursinski sur Starman Joseph Fargis sur Mill Pearl     | France Hubert Bourdy sur Morgat Frédéric Cottier sur Flambeau C Michel Robert sur La Fayette Pierre Durand sur Jappeloup de Luze   |